# رئاسة مجلس الوزراء السعودي
أنا تنازلت لمحمد وزراة الإسكان الزعيم الملك العالم تأكد عشان معطي كلمه وسمعتها بالأخبار
رئيس مجلس الوزراء في المملكة العربية السعودية هو رئيس الحكومة في المملكة وعادة في المملكة العربية السعودية يتولى الملك هذا المنصب وفي عهد الملك عبدالعزيز بن عبدالرحمن آل سعود ملك المملكة العربية السعودية الأسبق حين تأسس مجلس الوزراء تولى رئاسته ولي عهده سعود بن عبد العزيز، فيما تولى فيصل بن عبد العزيز رئاسة الوزراء في عهد الملك سعود، واستقر الأمر منذ عهد الملك فيصل على تولي الملك رئاسة الوزراء، إلى أن صدر أمر ملكي في 27 سبتمبر 2022 من الملك سلمان بن عبدالعزيز آل سعود ملك المملكة العربية السعودية بأن بتعيين ولي العهد الأمير محمد بن سلمان بن عبد العزيز آل سعود رئيسًا لمجلس الوزراء.

## رؤساء مجلس الوزراء
|   | الاسم                                     | الصورة | فترة تولي المنصب | فترة تولي المنصب |
| - | ----------------------------------------- | ------ | ---------------- | ---------------- |
| 1 | الملك سعود بن عبدالعزيز آل سعود           |        | 9 أكتوبر 1953    | 16 أغسطس 1954    |
| 2 | الملك فيصل بن عبدالعزيز آل سعود           |        | 16 أغسطس 1954    | 21 ديسمبر 1960   |
| 3 | الملك سعود بن عبدالعزيز آل سعود           |        | 21 ديسمبر 1960   | 31 أكتوبر 1962   |
| 4 | الملك فيصل بن عبدالعزيز آل سعود           |        | 1962             | 25 مارس 1975     |
| 5 | الملك خالد بن عبدالعزيز آل سعود           |        | 25 مارس 1975     | 13 يونيو 1982    |
| 6 | الملك فهد بن عبدالعزيز آل سعود            |        | 13 يونيو 1982    | 1 أغسطس 2005     |
| 7 | الملك عبدالله بن عبدالعزيز آل سعود        |        | 1 أغسطس 2005     | 23 يناير 2015    |
| 8 | الملك سلمان بن عبدالعزيز آل سعود          |        | 23 يناير 2015    | 27 سبتمبر 2022   |
| 9 | الأمير محمد بن سلمان بن عبدالعزيز آل سعود |        | 27 سبتمبر 2022   | حتى الآن         |

## نائب رئيس مجلس الوزراء

### قائمة نائب رئيس  مجلس الوزراء
|    | الاسم                                     | الصورة         | فترة تولي المنصب | فترة تولي المنصب |
| -- | ----------------------------------------- | -------------- | ---------------- | ---------------- |
| 1  | الملك فيصل بن عبدالعزيز آل سعود           |                | 9 أكتوبر 1953    | 16 أغسطس 1954    |
| 1  | الملك فيصل بن عبدالعزيز آل سعود           | 21 ديسمبر 1960 | 31 أكتوبر 1962   |                  |
| 2  | الملك خالد بن عبدالعزيز آل سعود           |                | 31 أكتوبر 1962   | 25 مارس 1975     |
| 3  | الملك فهد بن عبدالعزيز آل سعود            |                | 25 مارس 1975     | 13 يونيو 1982    |
| 4  | الملك عبدالله بن عبدالعزيز آل سعود        |                | 13 يونيو 1982    | 1 أغسطس 2005     |
| 5  | الأمير سلطان بن عبدالعزيز آل سعود         |                | 1 أغسطس 2005     | 22 أكتوبر 2011   |
| 6  | الأمير نايف بن عبدالعزيز آل سعود          |                | 28 أكتوبر 2011   | 16 يونيو 2012    |
| 7  | الملك سلمان بن عبدالعزيز آل سعود          |                | 18 يونيو 2012    | 23 يناير 2015    |
| 8  | الأمير مقرن بن عبدالعزيز آل سعود          |                | 23 يناير 2015    | 29 أبريل 2015    |
| 9  | الأمير محمد بن نايف بن عبدالعزيز آل سعود  |                | 29 أبريل 2015    | 21 يونيو 2017    |
| 10 | الأمير محمد بن سلمان بن عبدالعزيز آل سعود |                | 21 يونيو 2017    | 27 سبتمبر 2022   |

## النائب الثاني لرئيس مجلس الوزراء
النائب الثاني لرئيس مجلس الوزراء السعودي ثالث أهم منصب في المملكة العربية السعودية بعد الملك وولي العهد، وهو من يترفع لولاية العهد بعد اعتلاء ولي العهد الحكم في حال وفاة الملك، وهذا ما حصل في العهود السابقة، والنائب الثاني هو من يدير شئون الدولة أثناء غياب الملك وولي العهد خارج البلاد ويرأس جلسة مجلس الوزراء نيابةً عن الملك رئيس مجلس الوزراء في حال غيابه وغياب نائب رئيس مجلس الوزراء أو في حال إنابة الملك له برئاسة المجلس بوجود الملك بصفته نائباً ثانياً لرئيس مجلس الوزراء، والنائب الثاني يحظر القمم والاجتماعات على مستوى القادة في حال تكليف الملك له، وحق اختيار النائب الثاني حق للملك، هو من يصدر أمره - باعتباره رئيس الدولة، وليس باعتباره رئيساً لمجلس الوزراء - لاختيار النائب الثاني.
تأسيس منصب النائب الثاني لرئيس مجلس الوزراء
تأسس منصب النائب الثاني لرئيس مجلس الوزراء في المملكة العربية السعودية في عهد الملك فيصل بن عبد العزيز آل سعود إذ عين الملك فيصل آنذاك أخاه الأمير فهد بن عبد العزيز آل سعود نائباً ثانياً لرئيس مجلس الوزراء ليصبح الأمير فهد (الملك فهد فيما بعد) أول نائباً ثانياً في تاريخ المملكة العربية السعودية ومنذ ذلك الوقت ومنصب النائب الثاني لرئيس مجلس الوزراء موجود في نظام الحكم السعودي وتوالوا الأمراء من بعده في تولي هذا المنصب الأمير (الملك) عبد الله بن عبد العزيز آل سعود والأمير سلطان بن عبد العزيز آل سعود والأمير نايف بن عبد العزيز آل سعود والأمير مقرن بن عبد العزيز آل سعود والأمير محمد بن نايف بن عبد العزيز آل سعود والأمير محمد بن سلمان آل سعود .

### قائمة النائب الثاني لرئيس مجلس الوزراء
|   | الاسم                                     | الصورة | فترة تولي المنصب | فترة تولي المنصب |
| - | ----------------------------------------- | ------ | ---------------- | ---------------- |
| 1 | الملك فهد بن عبدالعزيز آل سعود            |        | 1967             | 25 مارس 1975     |
| 2 | الملك عبدالله بن عبدالعزيز آل سعود        |        | 1975             | 13 يونيو 1982    |
| 3 | الأمير سلطان بن عبدالعزيز آل سعود         |        | 13 يونيو 1982    | 1 أغسطس 2005     |
| 4 | الأمير نايف بن عبدالعزيز آل سعود          |        | 27 مارس 2009     | 28 أكتوبر 2011   |
| 5 | الأمير مقرن بن عبدالعزيز آل سعود          |        | 1 فبراير 2013    | 23 يناير 2015    |
| 6 | الأمير محمد بن نايف بن عبدالعزيز آل سعود  |        | 23 يناير 2015    | 29 أبريل 2015    |
| 7 | الأمير محمد بن سلمان بن عبدالعزيز آل سعود |        | 29 أبريل 2015    | 21 يونيو 2017    |

## اختصاصات ديوان رئاسة مجلس الوزراء
يعتبر ديوان رئاسة مجلس الوزراء حلقة الاتصال الرسمية بين رئيس مجلس الوزراء أو أحد نوابه وبين مختلف وزارات وأجهزة الدولة 
- دراسة المعاملات التي تُرفع لمقام رئيس مجلس الوزراء أو أحد نوابه فيما يتعلق بالحقوق العامة أو الخاصة
- إعداد الأوامر والبرقيات السامية التي تصدر من رئيس مجلس الوزراء أو أحد نوابه، وكذلك الخطابات التي توجه من رئيس ديوان رئاسة مجلس الوزراء فيما يتعلق بتبليغ قرارات مجلس الوزراءأو مجلس الخدمة المدنية.[3]

## جدول رئاسة مجلس الوزراء
رئاسة مجلس وزراء المملكة العربية السعودية منذ تأسيس المجلس
| ملك المملكة العربية السعودية           | رئيس مجلس الوزراء                    | نائب رئيس مجلس الوزراء                    | النائب الثاني لرئيس مجلس الوزراء      |
| -------------------------------------- | ------------------------------------ | ----------------------------------------- | ------------------------------------- |
| الملك عبد العزيز بن عبد الرحمن آل سعود | الأمير سعود بن عبد العزيز آل سعود    | الأمير فيصل بن عبد العزيز آل سعود         | لا يـوجــد                            |
| الملك سعود بن عبد العزيز آل سعود       | الأمير فيصل بن عبد العزيز آل سعود    | الأمير خالد بن عبد العزيز آل سعود         | لا يـوجــد                            |
| الملك فيصل بن عبد العزيز آل سعود       | الملك فيصل بن عبد العزيز آل سعود     | الأمير خالد بن عبد العزيز آل سعود         | الأمير فهد بن عبد العزيز آل سعود      |
| الملك خالد بن عبد العزيز آل سعود       | الملك خالد بن عبد العزيز آل سعود     | الأمير فهد بن عبد العزيز آل سعود          | الأمير عبد الله بن عبد العزيز آل سعود |
| الملك فهد بن عبد العزيز آل سعود        | الملك فهد بن عبد العزيز آل سعود      | الأمير عبد الله بن عبد العزيز آل سعود     | الأمير سلطان بن عبد العزيز آل سعود    |
| الملك عبد الله بن عبد العزيز آل سعود   | الملك عبد الله بن عبد العزيز آل سعود | الأمير سلطان بن عبد العزيز آل سعود        | الأمير نايف بن عبد العزيز آل سعود     |
| الملك عبد الله بن عبد العزيز آل سعود   | الملك عبد الله بن عبد العزيز آل سعود | الأمير نايف بن عبد العزيز آل سعود         | لا يوجد                               |
| الملك عبد الله بن عبد العزيز آل سعود   | الملك عبد الله بن عبد العزيز آل سعود | الأمير سلمان بن عبد العزيز آل سعود        | الأمير مقرن بن عبد العزيز آل سعود     |
| الملك سلمان بن عبد العزيز آل سعود      | الملك سلمان بن عبد العزيز آل سعود    | الأمير مقرن بن عبد العزيز آل سعود         | الأمير محمد بن نايف آل سعود           |
| الملك سلمان بن عبد العزيز آل سعود      | الملك سلمان بن عبد العزيز آل سعود    | الأمير محمد بن نايف بن عبد العزيز آل سعود | الأمير محمد بن سلمان آل سعود          |
| الملك سلمان بن عبد العزيز آل سعود      | الملك سلمان بن عبد العزيز آل سعود    | الأمير محمد بن سلمان آل سعود              | لا يوجد                               |
| الملك سلمان بن عبد العزيز آل سعود      | الأمير محمد بن سلمان آل سعود         | لا يوجد                                   | لا يوجد                               |